# ジョン・フィッツパトリック (初代アッパー・オソリー伯爵)
初代アッパー・オソリー伯爵ジョン・フィッツパトリック（英語: John FitzPatrick, 1st Earl of Upper Ossory、1719年 – 1758年9月23日）はアイルランド貴族、グレートブリテン王国の庶民院議員。

## 生涯
初代ゴーラン男爵リチャード・フィッツパトリックとアン・ロビンソン（Anne Robinson）の息子として、1719年に生まれた。1727年6月9日に父が死去すると、ゴーラン男爵の爵位を継承した。1735年6月6日、オックスフォード大学クイーンズ・カレッジに入学した。1727年に父からアイルランドにある広大な領地を、1744年に母からベッドフォードシャーのアムティルを継承した。
1751年10月5日、アイルランド貴族のアッパー・オソリー伯爵に叙された。
1753年12月、ベッドフォードシャー選挙区で当選して庶民院議員になり、以降死去まで議員を務めた。議会ではベッドフォード派に属したとされる。
1758年9月23日に死去、長男ジョンが爵位を継承した。

## 家族
1744年6月29日、イヴリン・ルーソン＝ゴア（Evelyn Leveson-Gower、1763年4月14日没、初代ゴア伯爵ジョン・ルーソン＝ゴアの娘）と結婚、2男2女を儲けた。
- ジョン（1745年 – 1818年） - 第2代アッパー・オソリー伯爵、子供なし
- メアリー（英語版）（1746年 – 1778年） - 1766年、第2代ホランド男爵スティーブン・フォックスと結婚。子供あり
- リチャード（英語版）（1748年 – 1813年） - 庶民院議員、戦時大臣などを歴任。生涯未婚
- ルイーサ（英語版）（1755年 – 1789年） - 1779年、第2代シェルバーン伯爵ウィリアム・ペティ（後の初代ランズダウン侯爵）と結婚、子供あり